# Giuseppe Borghi
Giuseppe Antonio Giacomo Borghi OFMCap (* 2. Februar 1803 in Livorno, Toskana; † 31. Juli 1851) war ein italienischer Ordensgeistlicher und römisch-katholischer Bischof von Cortona.

## Leben
Giuseppe Borghi trat der Ordensgemeinschaft der Kapuziner bei und empfing 1827 das Sakrament der Priesterweihe.
Am 14. August 1838 wurde er zum Titularbischof von Bethsaida und zum Koadjutor des Apostolischen Vikars von Tibet-Hindustan ernannt. Die Bischofsweihe spendete ihm am 2. Juni des darauffolgenden Jahres in Konstantinopel der Apostolische Vikar von Konstantinopel, Erzbischof Julien-Marie Hillereau; Mitkonsekratoren waren der Generalvikar von Konstantinopel, Bischof Giorgio Papas, und Bischof Macaire Samman.
Mit der Emeritierung von Bischof Antonino Pezzoni OFMCap folgte Giuseppe Borghi ihm 1842 als Apostolischer Vikar von Tibet-Hindustan nach. Mit der Umbenennung des Apostolischen Vikariats in Apostolisches Vikariat Agra wurde Antonino Pezzoni zum Apostolischen Vikar von Agra. Am 5. November 1849 wurde er zum Bischof von Cortona ernannt. Dieses Amt bekleidete er bis zu seinem Tod am 31. Juli 1851.